# Ectophasia basalis
Ectophasia basalis là một loài ruồi trong họ Tachinidae.